# Knorringia sibirica
Knorringia sibirica là một loài thực vật có hoa trong họ Rau răm. Loài này được (Laxm.) S.P. Hong mô tả khoa học đầu tiên năm 1989.